# Megaselia alsea
Megaselia alsea är en tvåvingeart som beskrevs av Robinson 1983. Megaselia alsea ingår i släktet Megaselia och familjen puckelflugor.
Artens utbredningsområde är Oregon. Inga underarter finns listade i Catalogue of Life.